# Mănăstirea Sfinții Arhangheli Mihail și Gavriil
Mănăstirea Sfinții Arhangheli Mihail și Gavriil este o mănăstire ortodoxă din România situată în municipiul Galați.